# Tamara Pintus
Tamara Pintus (Sassari, 29 marzo 1977) è un'ex calciatrice italiana, di ruolo centrocampista.
Rimasta legata alla Torres, dagli inizi nelle giovanili e poi nella squadra titolare, per gran parte della carriera, con la squadra sassarese vince 5 scudetti, 7 coppe Italia, due Supercoppe da titolare più altre due entrando per pochi scampoli di partita, per terminare la carriera, dopo una breve parentesi in Serie A2 con il Cagliari, nel Porto Torres. All'attivo vanta anche qualche convocazione con la nazionale Under-21 e una parentesi in calcio a 5, con il Futsal Sassari nel campionato di Serie C1.

## Palmarès
- Campionato italiano: 5

Torres: :1993-1994, 1999-2000, 2000-2001, 2009-2010, 2010-2011
- Coppa Italia: 7

Torres: 1994-1995, 1999-2000, 2000-2001, 2003-2004, 2004-2005, 2007-2008, 2010-2011
- Supercoppa italiana: 4

Torres: 2000, 2004, 2009, 2010